# Дюпон, Жан-Леонс
Жан-Леонс Дюпон (фр. Jean-Léonce Dupont) — французский политик, член партии Союз демократов и независимых, бывший сенатор, президент Совета департамента Кальвадос.

## Биография
Родился 31 января 1955 г. в городе Байё (департамент Кальвадос). После получения высшего экономического образования и диплома DEA также обучался бухгалтерскому учету. Работал учителем, бухгалтером, агентом страховой компании, затем в аппарате Совета региона Нижняя Нормандия. С 1988 по 1998 годы являлся директором школы международной торговли.
Политическую деятельность Жан-Леонс Дюпон начал в юные годы, вступив в движение "Молодые жискарденцы" в Байё (по имени президента Франции Валери Жискар д’Эстена). Был избран в городской совет Байё, занял пост первого вице-мэра, а в 1995 году был избран мэром Байё. Занимал этот пост до 2001 года, когда подал в отставку из-за невозможности совмещения нескольких мандатов.
В 1998 году Жан-Леонс Дюпон впервые был избран в Генеральный совет департамента Кальвадос от кантона Байё и впоследствии дважды переизбирался в этот орган. С 2001 по 2011 годы он был первым вице-президентом Генерального Совета, а в 2011 году сменил Анн д'Орнано на посту президента Совета. В 1998 году также был избран в Сенат Франции, где бы вице-президентом парламентской группы центристов. В 2008 и 2014 годах он переизбирался в Сенат.
Был членом Комиссии по мониторингу и контролю публикаций, предназначенные для детей и подростков, членом Совета директоров Национального центра университетского и школьного образования (CNOUS), президентом Федерации местных общественных предприятий. Является членом национального Совета оценки системы школьного образования (CNESCO).
В марте 2015 года в паре с Мелани Лепультье был избран в Совет департамента Кальвадос от кантона Байё, а 2 апреля - президентом Совета. В 2017 году, в силу требований Закона о невозможности совмещения мандатов, сдал мандат сенатора.

## Занимаемые выборные должности
18.06.1995 — 18.03.2001 — мэр города Байё 

22.03.1998 — 30.03.2011 — член Генерального совета департамента Кальвадос от кантона Байё, первый вице-президент Генерального совета 

01.10.1998 — 01.10.2017 — сенатор Франции от департамента Кальвадос 

31.03.2011 — 29.03.2015 — президент Генерального совета департамента Кальвадос 

с 02.04.2015 — президент Совета департамента Кальвадос